# ایرپلی آلترناتیو
ترانه‌های آلترنتیو (به انگلیسی: Alternative Songs) (همچنین با نام آلترنتیو نیز شناخته می‌شود و قبلاً ترانه‌های مدرن راک یا ترانه‌های مدرن داغ راک نامیده می‌شد) یک چارت موسیقی در ایالات متحده آمریکا است که پس از ۱۰ سپتامبر ۱۹۸۸ در مجله بیلبورد پدیدار شد. این فهرست شامل ۴۰ ترانهٔ مدرن راک است که بیشترین میزان پخش را در ایستگاه‌های رادیویی داشتند و عمدتاً ترانه‌های آلترنتیو راک آن را تشکیل می‌دهند.